# June Allyson
June Allyson, nome artístico de Ella Geisman, (Bronx, 7 de Outubro de 1917 — 8 de Julho de 2006), foi uma atriz americana.

## Biografia
Iniciou sua carreira, primeiro como corista, depois, dançarina e cantora. Sua estreia no cinema foi com o filme "Girl Crazy", com Mickey Rooney em 1943.
Aos oito anos foi atingida por um pesado galho de árvore que se partira com um raio causando-lhe sérios ferimentos e imobilizando-a por um longo período. Aprendeu a dançar em casa, sem professor. Ia ao cinema para aprender os passos da atriz Ginger Rogers, que no futuro se transformaria em sua amiga.
Estudava Humanidades quando decidiu seguir a carreira dramática. Tentou a Broadway na revista "Sing out the news" como corista. Foi escolhida para substituir Betty Hutton no musical da Broadway, "Panama Hattie", que lhe abriu as portas ao sucesso. Em 1938 participou do musical "The Best foot forward" que lhe permitiu chegar aos estúdios da MGM, depois de ser escolhida para participar da versão para cinema desse musical.
A partir de 1942 foi contratada pela M.G.M. e a partir daí foram muitos anos de sucessos, como "Two Girls and a Sailor" em 1944, "Two sisters from Boston" em 1946, "Good news" em 1947, "The Three mosqueters" em 1948 e "Little Woman em 1949.
Em 1944 trabalhou no filme "Meet the people", contracenando com Dick Powell, com quem se casaria em 19 de Agosto de 1945. Anos mais tarde, após a morte de Dick em 1963, casou-se duas vezes com o barbeiro dele, primeiro em 1963, divorciando-se em 1965 e depois em 1966 separando-se definitivamente em 1970. Em 1976 se casa com o médico David Ashrow, com quem viveu até sua morte em 2006. Teve apenas dois filhos com Dick Powell.
Quando deixou o cinema, fez fortuna na TV com o "June Allyson Show", sendo que em 1970 estrelou, na Broadway, a comédia "Quarenta quilates", após ter feito algumas operações que lhe modificaram o nariz, puxaram seus olhos e extraíram um calo de sua garganta, deixando-a para sempre, sem a característica voz rouca.
Faleceu em 2006, aos 88 anos de idade, de insuficiência respiratória e bronquite aguda.

## Filmografia
- 2001 - These Old Broads

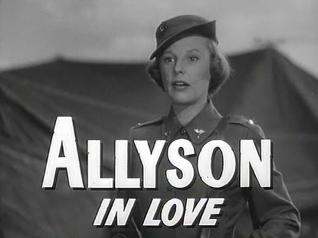
Battle Circus (1953).

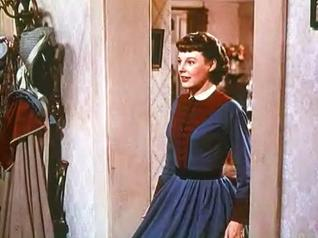
Little Women (1949) (1949).

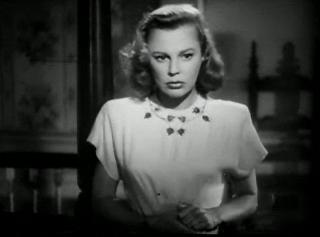
The Secret Heart (1946).

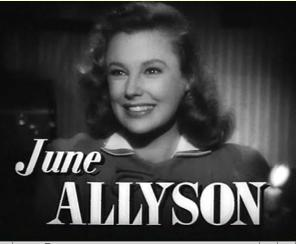
Music for Millions (1944).

- 2001 - A Girl, Three Guys, and a Gun
- 1989 - Wilfrid's Special Christmas
- 1982 - The Kid with the Broken Halo
- 1978 - Blackout
- 1978 - Three on a Date
- 1977 - Curse of the Black Widow
- 1973 - Letters from Three Lovers
- 1972 - They Only Kill Their Masters
- 1971 - See the Man Run  (TV)
- 1959 - A Stranger in My Arms
- 1957 - My Man Godfrey
- 1957 - Interlude
- 1956 - You Can't Run Away from It
- 1956 - The Opposite Sex
- 1955 - The McConnell Story
- 1955 - The Shrike
- 1955 - Strategic Air Command
- 1954 - Woman's World
- 1954 - Executive Suite
- 1954 - The Glenn Miller Story
- 1953 - Remains to Be Seen
- 1953 - Battle Circus
- 1952 - The Girl in White
- 1951 - Too Young to Kiss
- 1950 - Right Cross
- 1950 - The Reformer and the Redhead
- 1949 - The Stratton Story
- 1949 - Little Women (1949)
- 1948 - Words and Music
- 1948 - The Three Musketeers
- 1948 - The Bride Goes Wild
- 1947 - Good News
- 1947 - High Barbaree
- 1946 - The Secret Heart
- 1946 - Till the Clouds Roll By
- 1946 - Two Sisters from Boston
- 1945 - The Sailor Takes a Wife
- 1945 - Her Highness and the Bellboy
- 1944 - Music for Millions
- 1944 - Meet the People
- 1944 - Two Girls and a Sailor
- 1943 - Girl Crazy
- 1943 - Best Foot Forward
- 1940 - All Girl Revue
- 1939 - Rollin' in Rhythm
- 1938 - The Knight Is Young
- 1938 - The Prisoner of Swing
- 1938 - Sing for Sweetie
- 1937 - Dates and Nuts
- 1937 - Dime a Dance
- 1937 - Ups and Downs
- 1937 - Pixilated
- 1937 - Swing for Sale